# Sivitjanka
Sivitjanka (ryska: Сивичанка) är ett vattendrag i Belarus.   Det ligger i voblasten Minsks voblast, i den centrala delen av landet, 80 km väster om huvudstaden Minsk.
I omgivningarna runt Sivitjanka växer i huvudsak blandskog. Runt Sivitjanka är det ganska glesbefolkat, med 24 invånare per kvadratkilometer.